# Àcid aspàrtic
L'àcid aspàrtic, (símbols Asp i D). Un dels vint-i-un aminoàcids amb què les cèl·lules formen les proteïnes. Els seus codons són GAU o GAC. Presenta un grup carboxil (-COOH) en l'extrem de la cadena lateral.
- A pH fisiològic té càrrega negativa, per la qual cosa també és denominat aspartat.[4][5]
- Pertany al grup d'aminoàcids amb cadenes laterals polars carregades.
- Pot ser sintetitzat pels humans.
- La seua biosíntesi té lloc per transaminació de l'àcid oxalacètic, un producte intermedi del cicle de Krebs.[6]